# Bellair-Meadowbrook Terrace
Bellair-Meadowbrook Terrace è un census-designated place (CDP) degli Stati Uniti d'America, nella contea di Clay.